# Tomme (Ottenburg)
De Tomme is een gehucht en archeologische site ten oosten van de tot de Vlaams-Brabantse gemeente Huldenberg behorende plaats Ottenburg.
Het gehucht is gelegen tussen het Wolfsbos en het Bois de Laurensart. Het hoogste punt is 102 meter.
Het is een gebied van archeologische vondsten zoals vuurstenen werktuigen. Het gebied werd al bewoond door mensen van de neolithische Michelsbergcultuur (vanaf 4300 v.Chr.). Hier worden ook kringgreppels (aardwerken) aangetroffen die tijdens de betreffende beschaving tot stand kwamen.
Dit betreft in de eerste plaats de Tomme, een aardwerk van 140 meter lang en 3,5 tot 4 meter hoog. Nabij deze site is, in Wallonië (Grez-Doiceau), nog een gracht en een wal te vinden. De prehistorische site wordt beschouwd als het meest indrukwekkende prehistorische monument van Vlaanderen.